# Jo Hill
Jo Hill (19 de junho de 1973) é uma ex-basquetebolista profissional australiana, medalhista olímpica.

## Carreira
Jo Hill integrou a Seleção Australiana de Basquetebol Feminino, em Sydney 2000, conquistando a medalha de prata.